# سامسونج جالكسي جي
سامسونج جالكسي J (بالإنجليزية: Samsung Galaxy J)‏ هو هاتف ذكي من سامسونج ضمن سلسلة سامسونج جالاكسي يعمل بنظام أندرويد، تم طرحه في الأسواق في 2013.

## الخصائص
- نظام التشغيل: أندرويد
- الكاميرا الأمامية: 2.1 ميجابكسل
- الكاميرا الخلفية: 13.2 ميجابكسل
- الشاشة: 1920 × 1080
- الوزن: 146 غرام (0.322 رطل)
- المعالج: 2.3 جيجا هرتز رباعي النواة
- الذاكرة: 3 جيجابايت
- التخزين: 32 جيجابايت